# Coluteocarpus
Coluteocarpus là chi thực vật có hoa trong họ Cải.